# Cavity-Enhanced-Absorption-Spektroskopie
Die Cavity-Enhanced-Absorption-Spektroskopie (CEAS) gehört, wie die Cavity-Ring-Down-Spektroskopie (CRDS), zu den Methoden der Spektroskopie mittels optischer Resonatoren. Üblicherweise wird nur der englische Begriff benutzt, er lässt sich übersetzen mit „resonatorverstärkte Absorptionsspektroskopie“. Weniger verbreitet ist die alternative Bezeichnung Integrated-Cavity-Output-Spektroskopie (ICOS).

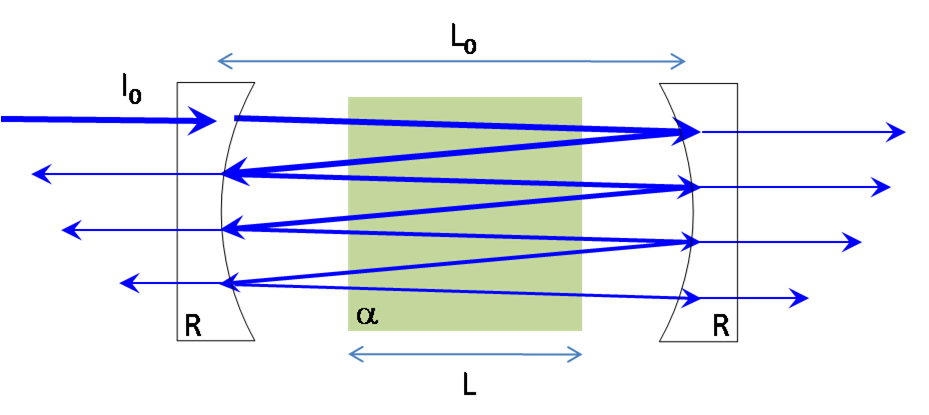
Funktionsprinzip der resonatorverstärkten Spektroskopie

## Funktionsweise
Die Cavity-Enhanced-Absorption-Spektroskopie beruht auf der virtuellen Verlängerung eines Lichtweges durch einen optischen Resonator. Ähnlich wie bei White- oder Herriott-Zellen nimmt die durch ein absorbierendes Medium transmittierte Intensität gemäß dem Lambert-Beerschen Gesetz proportional zum Lichtweg ab. Durch einen langen Lichtweg kann das Signal-Rausch-Verhältnis einer Transmissionsmessung durch eine schwach absorbierende Probe verbessert werden.
Ein typischer Aufbau besteht aus einer Lichtquelle, einer Einkoppeloptik, dem optischen Resonator, einer Auskoppeloptik und einem Detektor. Der optische Resonator besteht aus zwei hochreflektierenden konkaven Spiegeln in einem Abstand zwischen konzentrischer und konfokaler Geometrie.
Ein gutes Verständnis für die Funktionsweise von CEAS liefert die Betrachtung eines infinitesimal kleinen Lichtpaketes: Wenn angenommen werden kann, dass in der hochreflektierenden Schicht und dem Spiegelsubstrat keine Absorption stattfindet, ist die Summe aus Transmission {\displaystyle T} und Reflexion {\displaystyle R} gerade Eins. Von einem Lichtpaket, welches mit {\displaystyle I_{0}} von der Lichtquelle emittiert wird, durchdringt der Bruchteil {\displaystyle I=I_{0}\cdot (1-R)} den Spiegel. Betrachtet man einen vollständigen Resonator mit zwei Spiegeln und einem Medium mit der Absorption {\displaystyle (1-A)}, misst der Detektor hinter dem Resonator nach einem einfachen Durchgang des Lichtpaketes durch den Resonator:
{\displaystyle I_{1}=I_{0}\cdot (1-R)\cdot (1-A)\cdot (1-R)}
Der deutlich größere Anteil des Lichtpaketes wird an dem zweiten Spiegel (Ausgangsspiegel) reflektiert und durchläuft ein weiteres Mal den Resonator, wo sich am ersten Spiegel (Eingangsspiegel) der Prozess wiederholt. Betrachtet man unendlich viele Lichtpakete – also eine kontinuierlich arbeitende Lichtquelle – ist die am Ausgangsspiegel gemessene Intensität die Summe der bei jedem Durchgang transmittierten Leistungen:
{\displaystyle I_{n}=I_{0}\cdot (1-R)\cdot (1-A)\cdot (1-R)}
{\displaystyle \quad +I_{0}\cdot (1-R)\cdot (1-A)\cdot R\cdot (1-A)\cdot R\cdot (1-A)\cdot (1-R)}
{\displaystyle \quad +\dots }
{\displaystyle \quad +I_{0}\cdot (1-R)^{2}\cdot R^{2n}\cdot (1-A)^{2n+1}}
{\displaystyle I_{n}=I_{0}\cdot (1-R)^{2}\cdot (1-A)\cdot \sum _{n}R^{2n}(1-A)^{2n}}
Für {\displaystyle R,A<1} konvergiert diese Reihe zu:
{\displaystyle I=I_{0}{\frac {(1-R)^{2}\cdot (1-A)}{1-R^{2}\cdot (1-A)^{2}}}}
Für den leeren Resonator ist {\displaystyle A=0} und im Allgemeinen {\displaystyle 1+R\approx 2}, und somit:
{\displaystyle I_{\text{leer}}=I_{0}{\frac {(1-R)^{2}}{1-R^{2}}}\approx I_{0}{\frac {1-R}{2}}}
Wenn die Absorptionsverluste bei gefülltem Resonator streng nach Lambert-Beer gehen, gilt:
{\displaystyle (1-A)=e^{-\alpha \cdot L}}
So lässt sich bei bekannter Resonatorlänge {\displaystyle L_{0}}, Absorptionslänge {\displaystyle L} und Spiegelreflektivität {\displaystyle R} der Absorptionskoeffizient {\displaystyle \alpha } des absorbierenden Mediums im Resonator bestimmen:
{\displaystyle \alpha \approx {\frac {1}{L_{0}}}\left({\frac {I_{\text{leer}}}{I}}-1\right)\cdot (1-R)}
Alternativ zu dieser phänomenologischen Herleitung kann der Prozess aus einer Wahrscheinlichkeitsbetrachtung, ein Photon innerhalb des optischen Resonators zu finden, beschrieben werden.

### Empfindlichkeit und Nachweisgrenze
Eine Diskussion über Empfindlichkeit und Nachweisgrenze findet man z. B. in .

## Methoden
Die verschiedenen CEAS-Methoden unterscheiden sich durch die Art der Lichtquelle und durch die verschiedenen Herangehensweisen, um die Reflektivität {\displaystyle R} der Spiegel zu bestimmen.

### Kohärente CEAS
CEAS, OF-CEAS

### Inkohärente breitband CEAS
BB-CEAS, CE-DOAS

## Anwendung
Spurengase, Partikel, Flüssigkeiten